# Gojko Kačar
Gojko Kačar - em sérvio, Гојко Качар (Novi Sad, 26 de janeiro de 1987) é um ex-futebolista sérvio, que atuava como defensor.

## Seleção
Gojko Kačar fez parte do elenco da Seleção Sérvia de Futebol, em Pequim 2008 e na Copa de 2010.